# Fran Stenson
Fran Stenson (ur. 27 kwietnia 2001) – angielska piłkarka grająca na pozycji bramkarki w angielskim klubie Birminghan, do którego jest wypożyczona z angielskiego klubu Arsenal.